# Frontignan

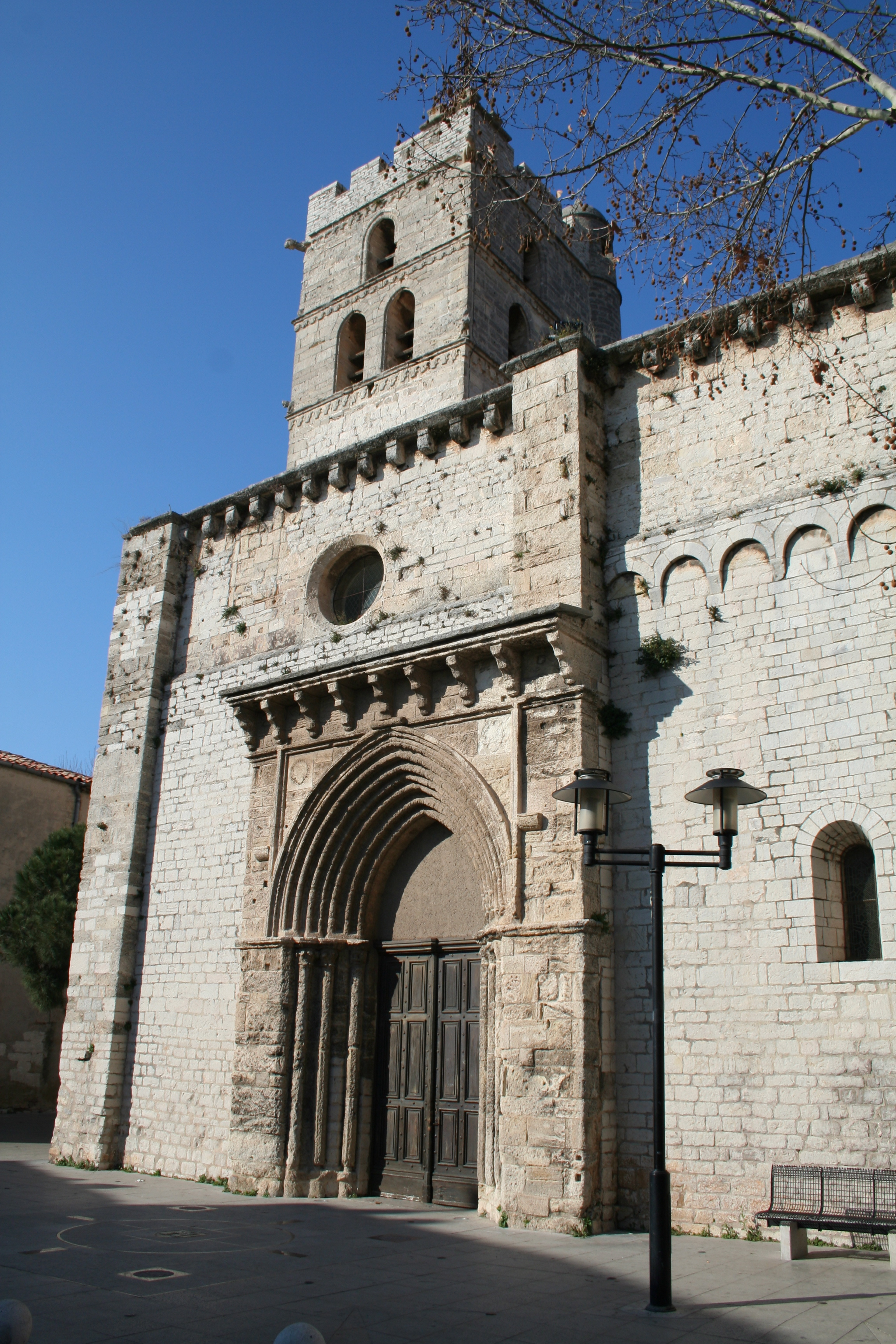
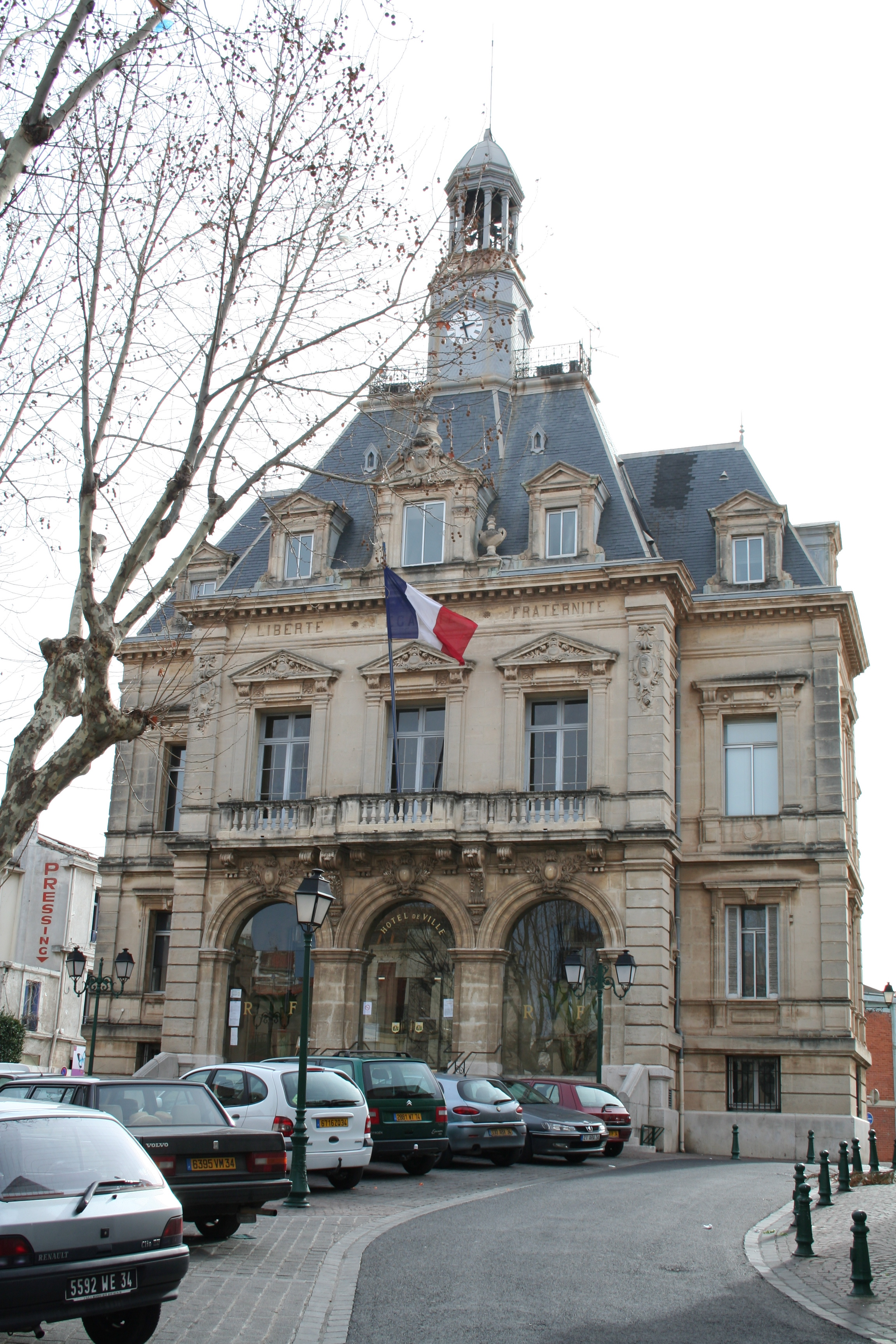
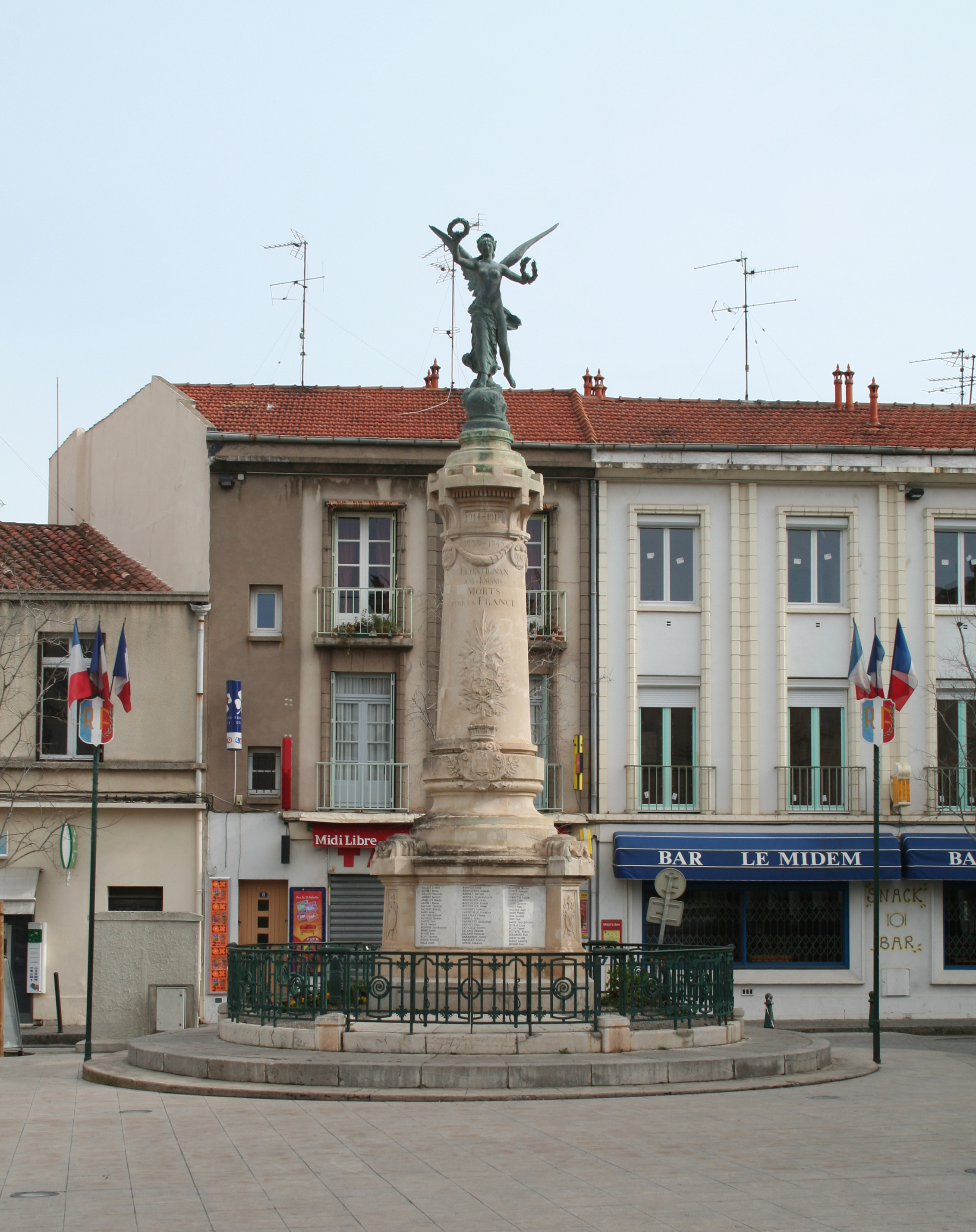
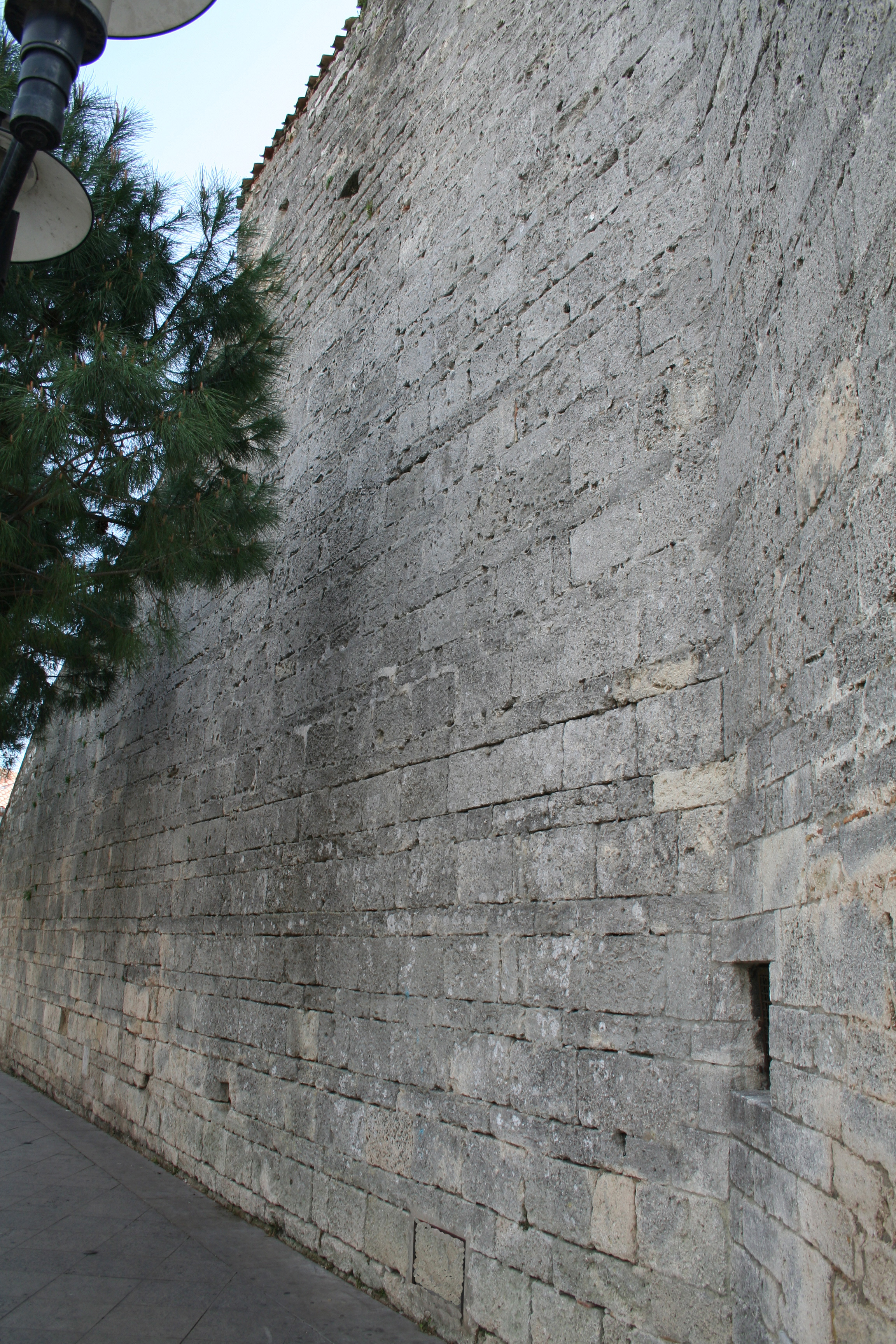

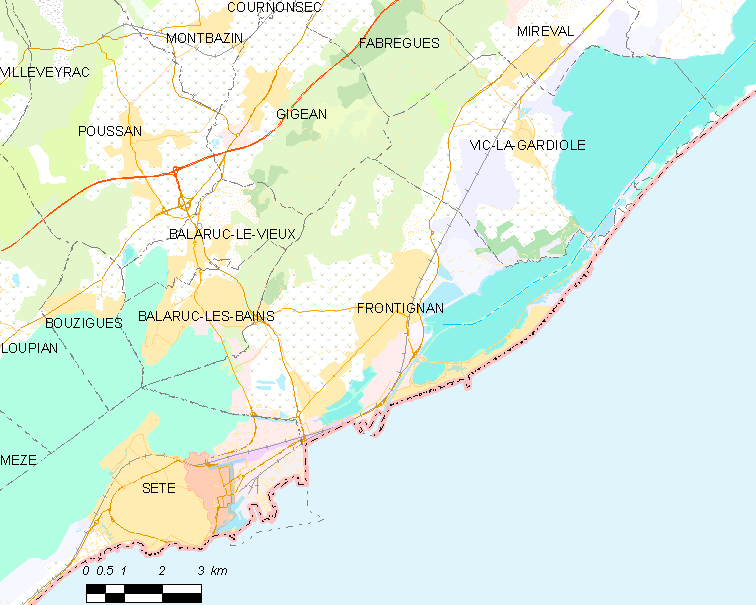
Mapa okolic Frontignan

Frontignan – miejscowość i gmina we Francji, w regionie Oksytania, w departamencie Hérault.
Według danych na rok 1990 gminę zamieszkiwało 16 245 osób, a gęstość zaludnienia wynosiła 512 osób/km² (wśród 1545 gmin Langwedocji-Roussillon Frontignan plasuje się na 12. miejscu pod względem liczby ludności, natomiast pod względem powierzchni na miejscu 163.).